# Cerithiopsis janira
Cerithiopsis janira is een slakkensoort uit de familie van de Cerithiopsidae. De wetenschappelijke naam van de soort is voor het eerst geldig gepubliceerd in 1967 door Bartsch in Golikov & Scarlato.